# Leptodesmus triangularis
Leptodesmus triangularis är en mångfotingart som beskrevs av Christoph D. Schubart 1960. Leptodesmus triangularis ingår i släktet Leptodesmus och familjen Chelodesmidae. Inga underarter finns listade i Catalogue of Life.